# ウィリアム・チェゼルデン

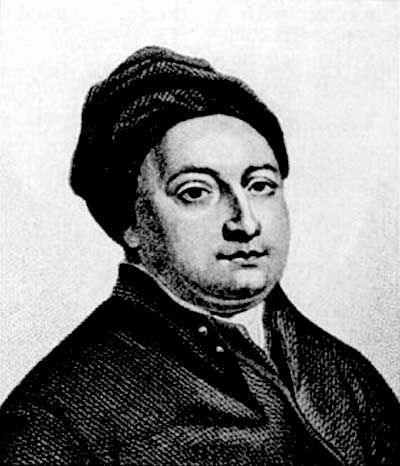
ウィリアム・チェゼルデン

ウィリアム・チェゼルデン（William Cheselden, 1688年10月19日 - 1752年4月10日）は、イギリスの外科医、解剖学者である。外科手術を科学的な医療として確立するのに大きな影響を及ぼした。

## 生涯
イングランドのレスターシャー州サマーバイで生まれる。ロンドンでウィリアム・カウパーに解剖学を学び、1710年にロンドンの床屋外科医組合へ加入。翌1711年には王立協会の会員となった。1713年にラテン語ではなく英語で書かれた『人体の解剖』という著書を出版し、イギリスとアメリカで16版を重ねる重要な教書となった。1718年にロンドンの聖トマス病院で下級外科医に任命され、翌年には常勤外科医となった。更に1733年の聖ジョージ病院の設立の際には、同院の外科医の一人として選ばれた。

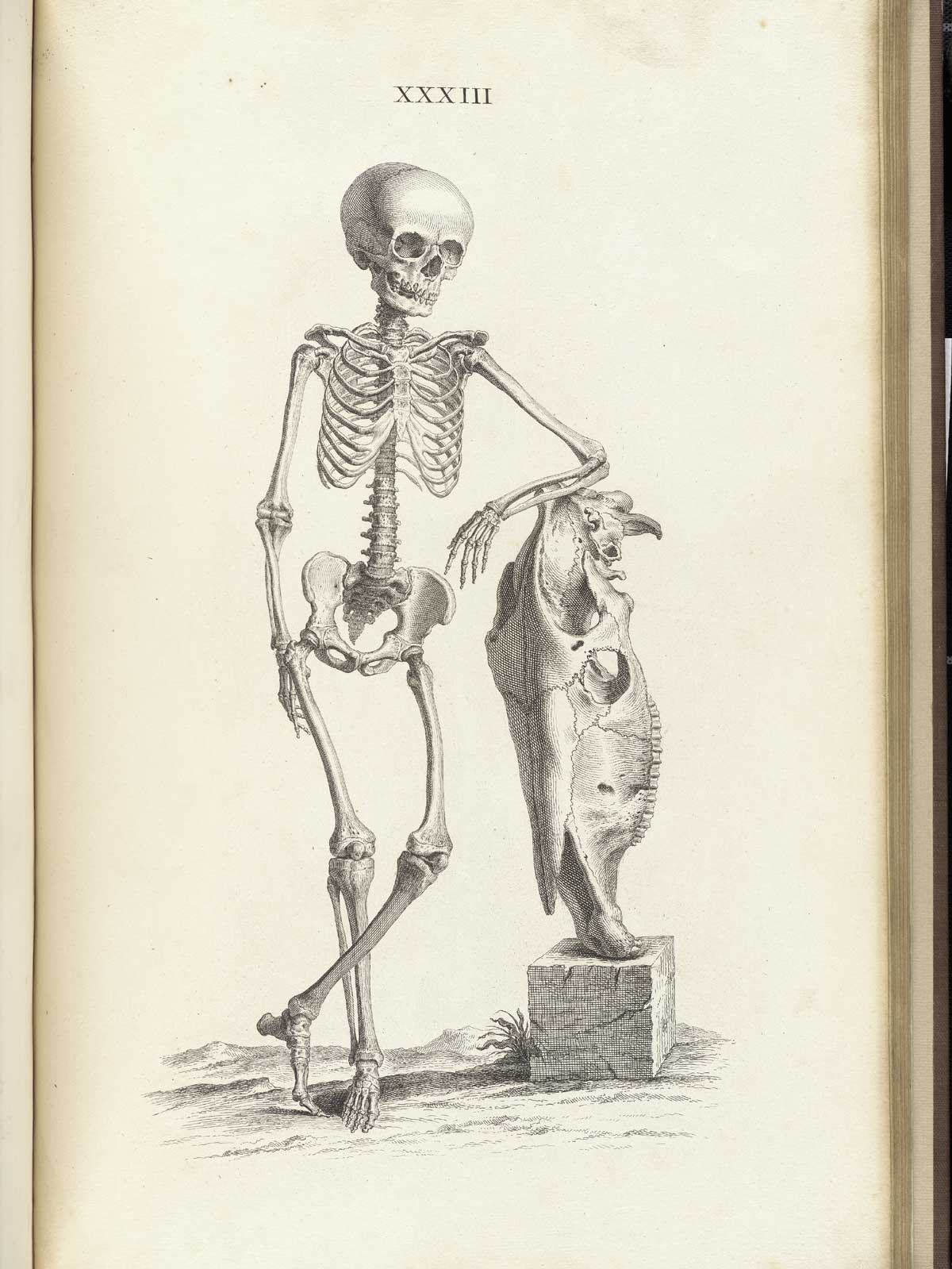
『オステオグラフィア』の骨格図版

1733年に『オステオグラフィアあるいは骨格の解剖学』を出版し、それはカメラ・オブスキュラを利用してイギリスで初めてヒトの骨格系を全て正確にスケッチした骨格図版であった。
1738年に聖トマス病院を退職し、まもなく王立チェルシー病院に移籍した。1739年の孤児養育院設立の勅許には「チェルシー・カレッジ」としてチェゼルデンの住居が記載されている。彼はこの慈善事業の創立者でもあった。1744年には床屋外科医組合の組合長に当選し、続く1745年に床屋の業務から外科手術を分離し、外科医組合として独立した。この組織は後に勅許を得て、かの有名な王立外科医師会となる。
1749年、当時21歳のジョン・ハンターを弟子に迎えた。1751年に病に倒れ、翌1752年にバースで死去。

## 業績
チェゼルデンは膀胱結石を摘出するための切石術で高い評判を得ており、フランス人医師のフレール・ジャック・ド・ビューリーの方法を参考に、側方切石術を完成させた。会陰を切開する際に、従来イギリスで行われていたように正中線に沿って切開するのでなく、一インチ側方を切開することで人体への危険性をより軽減する方法である。彼は1723年の段階で既にこの術法を考案しており、「結石のための高度手術」という論文として発表している。1727年にこの術式は初めて臨床試験され、わずか数分間で手術が行われたために、患者の死亡率は80例中6例と麻酔術以前としては驚異的な成果であった。
彼の考案した虹彩切除手術もまた、眼科手術の発展に大きく影響を与えており、1728年には、人工的な瞳孔形成術によって盲目疾患の治療を行っている。また、ヒトの消化における唾液の役割も紹介している。
アイザック・ニュートンの死期を看取り、またアレキサンダー・ポープとハンス・スローンの親しい友人でもあった。。